# Pensaci, Giacomino!
Pensaci, Giacomino! è una commedia scritta nei primi mesi del 1916 da Luigi Pirandello. Tipici topoi pirandelliani riemergono con grande efficacia nell'opera: l'incapacità dello Stato, i paradossi esistenziali dell'individuo (doppi ruoli, crisi di identità) e i dilemmi che scaturiscono dalle sanzioni decise da parte della società.

## Genesi
Il nucleo originario della commedia è tratto dalla novella omonima, originariamente pubblicata sul Corriere della Sera del 23 febbraio 1910 e poi trasposta in una versione teatrale in siciliano: successivamente venne tradotta in italiano. La composizione in siciliano fu realizzata per soddisfare le richieste di un affermato attore comico, Angelo Musco che fu anche protagonista assieme a Elio Steiner e Dria Paola della riduzione cinematografica Pensaci, Giacomino! del 1936.
Tra i più celebri interpreti della commedia vi sono stati, oltre ad Angelo Musco, anche Sergio Tofano, Salvo Randone, Turi Ferro, Ernesto Calindri e Leo Gullotta.

## Trama

### Primo atto
In un liceo siciliano. Il Cavalier Diana, preside del liceo locale, rimprovera l'anziano prof.Toti, docente di scienze naturali ormai vecchio e privo di autorità, per aver permesso che un giovane scapestrato si introducesse furtivamente nell'istituto passando da una finestra dell'aula dove impartiva lezione. Nel corso della discussione, il prof.Toti, pacato e sarcastico, si dichiara profondamente amareggiato nei confronti della società: è colpa dello Stato, a suo dire, se giovani come quello non hanno lavoro e si riducono a divertirsi con dispetti di quel tipo, rendendolo incapace di continuare a insegnare mantenendo un minimo di disciplina in classe. Per vendicarsi dello Stato, colpevole, peraltro, di averlo sottopagato rendendogli impossibile, fino ad allora, di formarsi una famiglia, decide di prendere per moglie la giovanissima Lillina Cinquemani, figlia del custode del liceo: potrà così mantenerla e assicurarle, anche dopo la sua morte, la propria pensione.
Quando Toti le fa la proposta, tuttavia, Lillina gli confessa di essere incinta di Giacomino, il giovane che s'è introdotto nella scuola appositamente per incontrarla, il quale in passato è stato pure allievo del professore. I genitori della ragazza scoprono così, la situazione compromettente e cacciano la ragazza di casa; dopo una burrascosa discussione, il professore riesce a imporre agli altri un suo progetto di un ménage à trois: secondo lui, l'importanza degli scopi che ci si prefigge è più importante della stupidità della gente, sempre pronta a malignare per quelle che ritiene stranezze e comportamenti fuori dal normale. Pertanto, lui sposerà Lillina e la prenderà a vivere con sé, mantenendo lei e il nascituro e permettendo a Giacomino di venirli a trovare.

### Secondo atto
Casa di Toti. Circa un anno dopo, Lillina ha sposato il professore e vive ormai stabilmente a casa sua; il figlio di Giacomino, Ninì, viene curato e allevato dal vecchio professore come fosse suo; Toti ha inoltre trovato, a Giacomino, un lavoro da cassiere in banca e gli permette di entrare e uscire a proprio piacimento, da casa sua, per stare con la sua amata. La gente del paese è sempre più scandalizzata da questa incresciosa situazione; il preside si fa portavoce delle lamentele dei genitori degli alunni e invita Toti ad andare in pensione: la cosa sarebbe fattibile, dato che, nel frattempo, Toti ha ereditato inaspettatamente una piccola fortuna da un parente rumeno e, quindi, non avrebbe più preoccupazioni economiche. Toti rifiuta con sdegno, poiché è deciso a ribellarsi alle convenzioni sociali.
Lillina, intanto, si è chiusa in un silenzio doloroso, ma rifiuta di confidarsi con Toti circa la causa della sua melanconia. Toti manda a chiamare, allora, i suoi genitori, ma questi si rifiutano di aiutare lui e la propria figlia, ritenendo entrambi colpevoli dell'intera situazione a causa della quale non possono più farsi vedere in giro per il paese senza diventare oggetto di insulti e pettegolezzi. Solo dopo un'ennesima accesa discussione, il professore comprende che la causa del dolore di Lillina è il fatto che Giacomino non si faccia vedere da alcuni giorni; il giovane non si vede nemmeno più in giro per il paese e non si è recato al lavoro.
Mentre Toti cerca una soluzione, si presenta, a casa sua, don Landolina, sacerdote del paese, il quale, per conto di Rosaria Delisi, sorella di Giacomino, gli chiede di firmare un documento in cui si dichiara che Ninì è figlio di Toti e che nessuno dei due coniugi sia venuto meno agli obblighi nuziali, allo scopo di mettere a tacere, una volta per tutte, le dicerie. Toti, insospettito, lo blandisce promettendogli di fargli pervenire il documento, di lì a poche ore; una volta uscito di casa il prete, tuttavia, decide di andare a casa di Giacomino, deciso a risolvere la questione.

### Terzo atto
Casa di Rosaria Delisi. Don Landolina si reca da Rosaria per comunicarle il successo della sua missione: presto, avranno il documento, firmato da Toti. Mentre Rosaria si dichiara poco convinta circa la disponibilità del professore, l'uomo arriva a sua volta, portando con sé il bambino, e chiede di parlare con Giacomino. Landolina e Rosaria tentano di impedirglielo a tutti i costi, ma di fronte alla sua insistenza devono capitolare.
Giacomino arriva sconvolto e rattristato: le dicerie e le malignità della gente lo hanno distrutto, pertanto rivela a Toti di essersi risoluto a sposare un'altra donna, consigliatagli da Rosaria e Landolina. Il documento firmato da Toti servirebbe proprio a dimostrare alla futura moglie la sua buona fede. Toti, disperato, lo mette di fronte alle sue responsabilità: lo minaccia di farlo licenziare dalla banca e di andare a casa della nuova fidanzata in compagnia del figlioletto per rivelarle tutta la storia. Giacomino comprende, dunque, che egli deve assumersi le proprie responsabilità: anche se è un'impresa quasi impossibile, andare avanti con la farsa del ménage à trois, ormai è troppo tardi per tirarsi indietro. Irrompono Rosaria e Landolina, che cercano invano di fermare Giacomino. Mentre il ragazzo corre, con in braccio Ninì, da Lillina, il professore si scaglia contro Landolina:
«Vade retro! Distruttore delle famiglie! Vade retro!»
e, quando il sacerdote tenta di ribattere: 
«Giacomino, io credo...» 
Toti gli urlerà, quasi avesse assunto, lui, il ruolo del sacerdote nei confronti del peccatore:
«Che crede? Lei neanche a Cristo crede!»

## Edizioni
- Luigi Pirandello, Pensaci, Giacomino! / La ragione degli altri, Milano, Mondadori, 1982. Con introduzione a cura di Roberto Alonge

## Adattamenti
Dalla commedia fu tratto Pensaci, Giacomino!, film del 1936 diretto da Gennaro Righelli.